# Пийрисар
Пийрисар (Пийриссаар, Пийрисаар от эст. Piirissaar; устар. Желачек, Межа, Порка; нем. Porka) — крупнейший остров в пресноводном Чудском озере и второй по величине в Псковско-Чудском бассейне после острова Колпина. Принадлежит Эстонии, административно подчиняется уезду Тартумаа в составе волости Пийриссааре.

## География

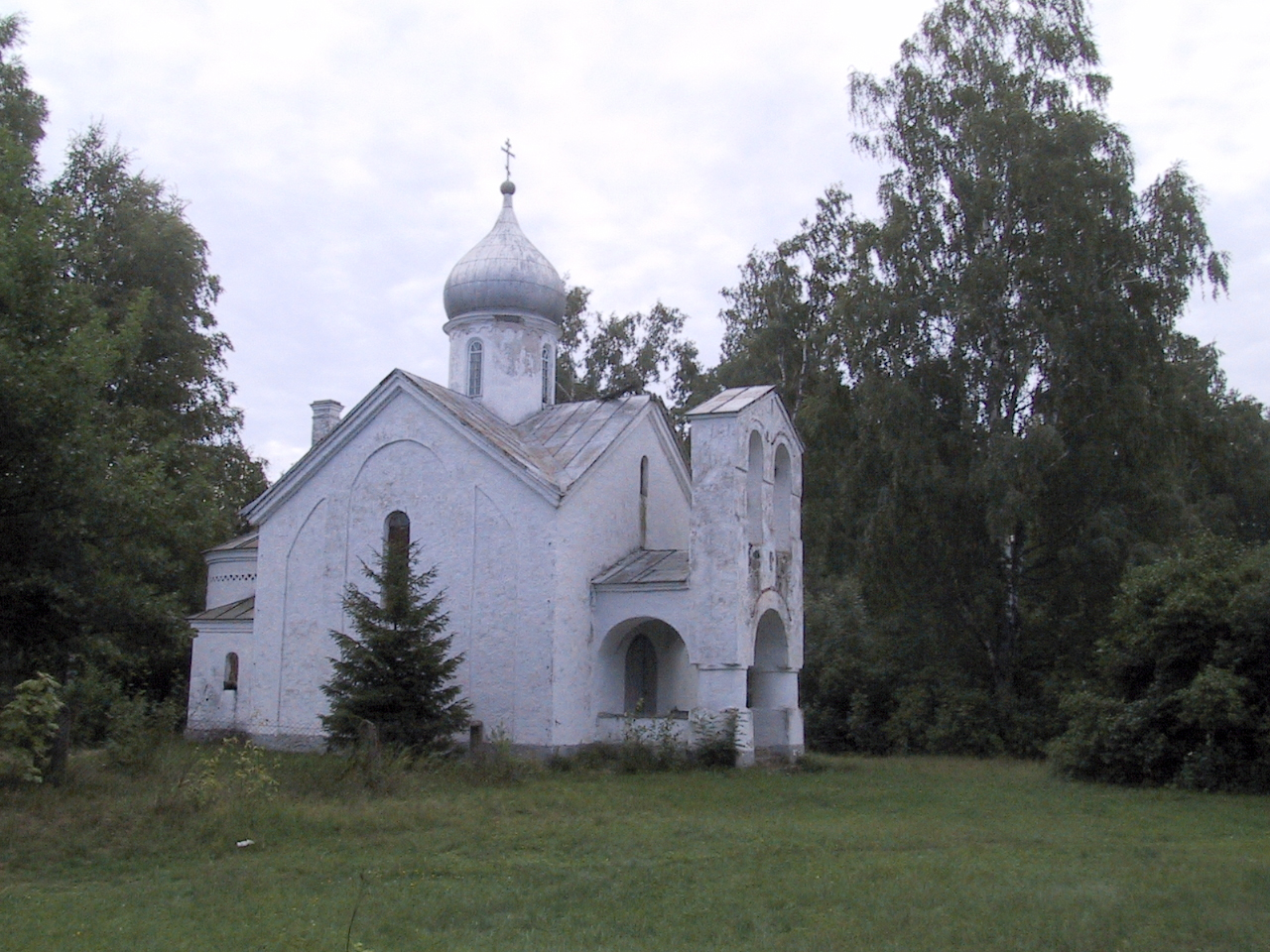
Храм Святых Апостолов Петра и Павла на острове

Пийрисар — один из 22 островов Чудского озера, расположен в южной его части. Площадь 7,76 км². Расположен в 15 км от устья реки Эмайыги — крупнейшей реки, впадающей в озеро. От западного берега отделяет так называемый Пароходный канал. Расстояние от острова до эстонского берега около 2,5 км, до российского около 5,5 км. Остров низинный, средняя высота над уровнем озера 1—2 метра. Восточная часть острова возвышается до 4,2 метра. На ней расположены деревни Пийри, Тоони и Сааре (Желачек). Остальная часть острова низка и сильно заболочена, поэтому северо-западный берег часто страдает от наводнений. Главной проблемой острова, равно как и относительно мелководного Чудского озера, является постоянное заиление судоходных каналов фарватера, в особенности пристани куда приходят суда, как пассажирские, так и грузовые. Сообщение с материковой Эстонией осуществляется паромом «Койдула» от порта Лааксааре. Переправа длится 40 минут.

## История и население
Остров заселили во время Северной войны (1700—1721) русские старообрядцы, пытавшиеся таким образом избежать реформ патриарха Никона и не попасть в регулярную армию. Большинство жителей современного острова — русские и до сих пор принадлежат этому верованию. На острове имеется пустующая церковь Апостолов Петра и Павла (1927—1933). Основной язык острова — русский, официальный — эстонский.
До 1920 года остров был административно разделён между Лифляндской и Санкт-Петербургской губерниями, откуда получил своё название (Piirissaar в переводе с эстонского — пограничный остров, эквивалентное русское название — Межа). После заключения тартуского мирного договора между Эстонией и Советской Россией отошёл к Эстонии. Корректировка границ ЭССР и РСФСР в 1940-е годы остров не затронули.
Немецкие военно-воздушные силы люфтваффе принесли наибольший ущерб острову в феврале 1944 года.
Число жителей острова снизилось с 700 в 1920 году до 73 в 2010 году.

## Населённые пункты
На острове расположено три деревни: Пийри (эст. Piiri), Сааре (эст. Saare) и Тоони (эст. Tooni), объединённые в одну волость Пийриссааре.

## Экономика
Жители заняты в основном в рыбной ловле и в сельском хозяйстве. На острове выращивают картофель, лук, огурцы, помидоры и другие овощи. Главной культурой острова Пийрисара исторически являлся лук.